# آنتوریوم آندرانوم
آنتوریوم آندرانوم (نام علمی: Anthurium andreanum) گونه‌ای از گیاهان گل‌دار از خانواده گل‌شیپوریان است که بومی کلمبیا و اکوادور می‌باشد. این گیاه برنده جایزه گاردن مریت از انجمن سلطنتی باغبانی شده است.

## نام‌ها
نام‌های عمومی برای گیاهان جنس آنتوریوم شامل گل فلامینگو، گل دم‌دار، پالت نقاش، گل مشمعی و برگ توری می‌شود. نام این گیاه از واژه‌های یونانی anthos به معنای «گل» و oura به معنای «دم» گرفته شده است که به اسپادیکس آن اشاره دارد.

## توضیحات

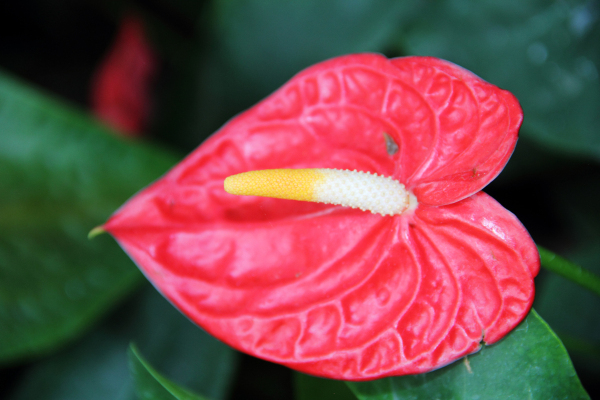
کلوزآپ اسپات

این گیاه چندساله تک‌لپه‌ای است که آب‌وهوای گرم، سایه‌دار و مرطوب، مانند جنگل‌های بارانی استوایی را ترجیح می‌دهد. ویژگی شاخص آن به‌عنوان یک گیاه زینتی، برگ اسپات رنگارنگ و براق و گل‌آذین بیرون‌زده آن، یعنی اسپادیکس، است.
این گیاه دارای قامت کوتاه و ایستاده بوده و برگ‌هایی کامل، دل‌گون یا قلبی‌شکل، با قاعده ریشه‌ای و نوک نیزه‌ای یا نوک‌دار دارد که روی دمبرگ‌های استوانه‌ای به طول ۳۰–۴۰ سانتی‌متر قرار گرفته‌اند.
اسپات آن دارای بافتی مومی و غضروفی، به رنگ‌های درخشان (قرمز، صورتی) و به طول ۸ تا ۱۵ سانتی‌متر است. گل‌آذین آن (اسپادیکس) که ۷ تا ۹ سانتی‌متر طول دارد، شبیه به یک شمعدان بوده و به رنگ سفید یا زرد است. این بخش به‌صورت ایستاده رشد کرده و شامل گل‌های کوچک دوجنسی است که دارای گل‌پوش چهارقسمتی و پرچم‌هایی با ساختاری مشبک و فشرده هستند. گل‌دهی این گیاه در تمام طول سال ادامه دارد.
میوه آن یک سته گوشتی است.

## توزیع
این گیاه بومی اکوادور و جنوب غربی کلمبیا است، اما در سایر نقاط جهان نیز به‌صورت طبیعی رشد کرده است. همچنین در کارائیب و رئونیون یافت می‌شود. این گیاه به‌عنوان یک گیاه زینتی در قالب گونه‌های دورگه یا واریته‌های باغبانی مختلف پرورش داده می‌شود و به‌طور گسترده در ساخت دسته‌گل مورد استفاده قرار می‌گیرد.

## سمیت
کل گیاه سمی است. این گیاه حاوی ساپونین‌ها و بلورهای کلسیم اگزالات به شکل سوزن‌های ریز است که می‌توانند به غشاهای مخاطی نفوذ کرده و باعث تحریکات دردناک شوند. این گیاه برای تمام پستانداران سمی است؛ یک تکه کوچک از آن در دهان می‌تواند باعث تحریک شدید دهان و گلو شود. تماس با انسان ممکن است منجر به اریتما، تاول و در صورت بلع، افزایش بزاق، مشکل در بلع و استفراغ شود.

## نگارخانه

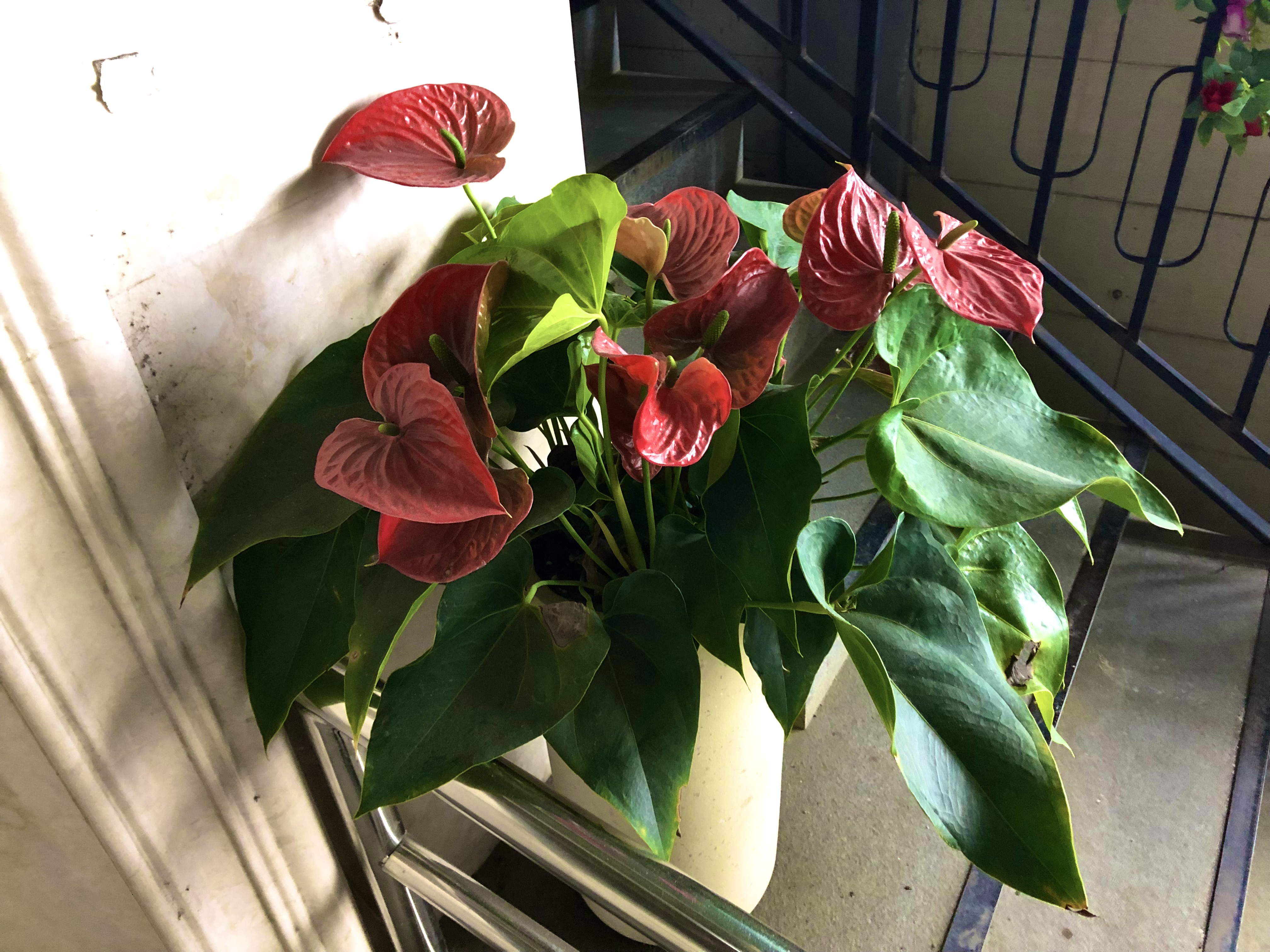
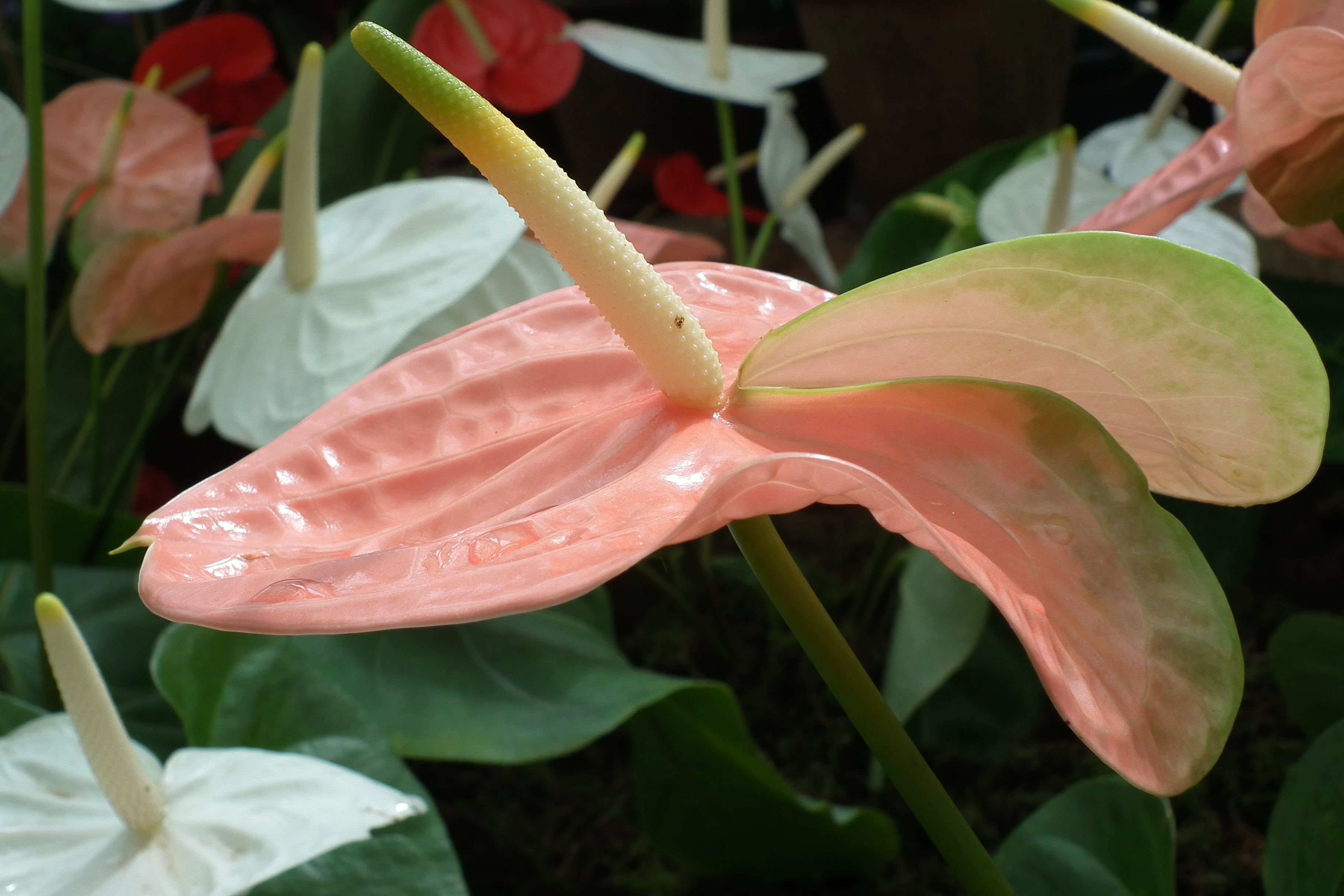
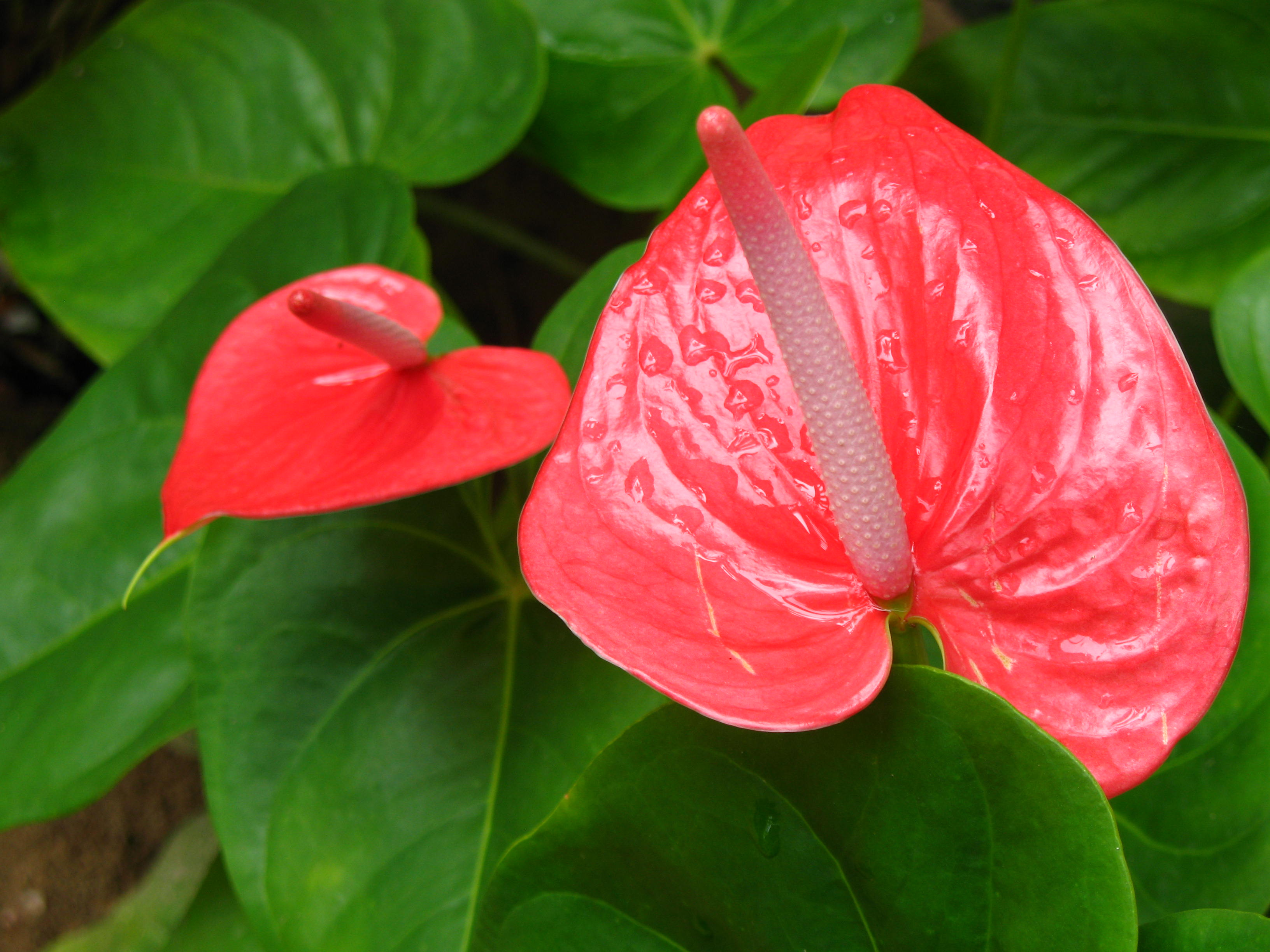
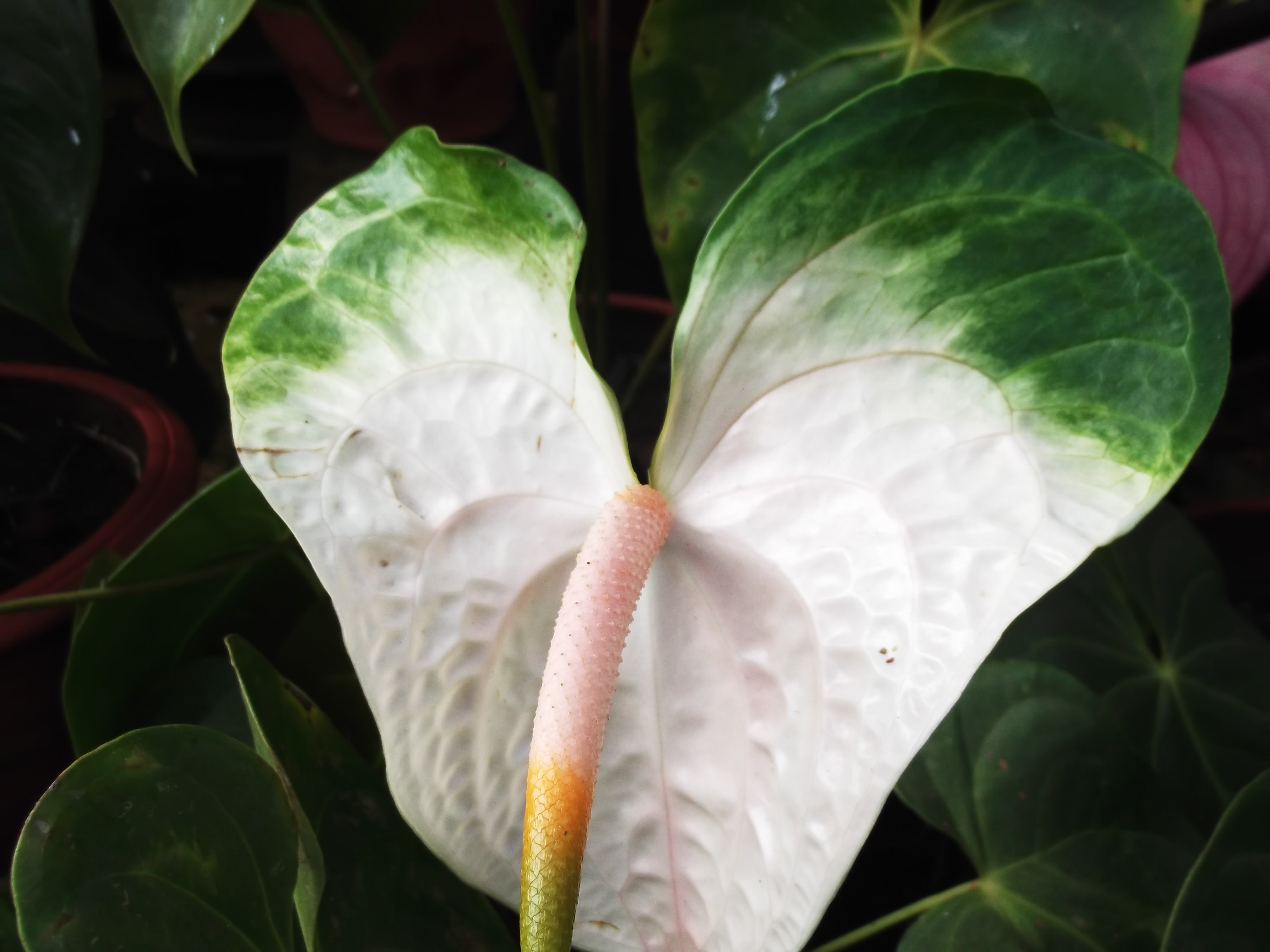
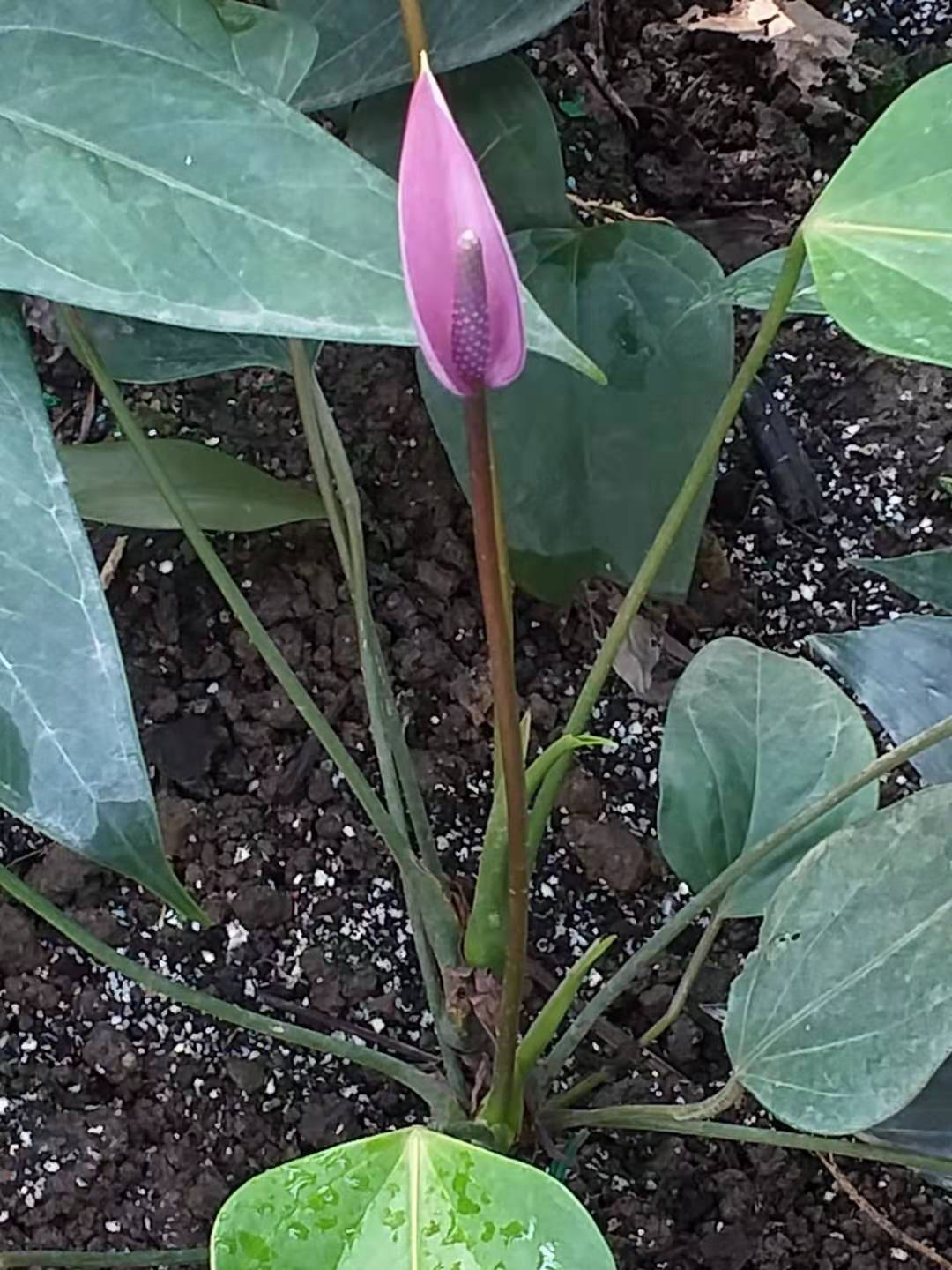
cv. 'پرویا'